# Caracara lutosa
Caracara lutosa là một loài chim trong họ Falconidae.